# AudioMASTER
AudioMASTER（オーディオマスター）とは、ヤマハが開発したCDの記録技術。記録時にピットやランドを長く取ることにより（通常のCDの線速度は1.2m/s程度だが、AudioMASTERのそれは1.4m/s程度となる）、読み込み時のノイズ元となるジッタを相対的に減らすことで品質を高める技術。そのため、容量が74分メディアの場合63分程度になってしまう。とはいえ記録単位におけるジッタが少ないため、カーオーディオにも適し、メディアの長期保存に向くというメリットもある。
ヤマハ製CD-R / RWドライブ「CRW-3200」と「CRW-70」と「CRW-F1」に搭載されている。「CRW-2200」もファームウェアのアップデートで対応。ヤマハが光学ドライブ開発から撤退した以降は、プレクスターがPremium2に搭載した。
AudioMASTER対応のライティングソフトウェアが必要である。
- B's Recorder GOLD V3.18以降
- Nero 5.5以降 ※ただし、Nero Expressは不可。
- WinCDR 7.13以降（書き込み設定の「高品質記録モード」をチェックで有効）
- DiscJuggler（対応のアップデートがなされている）
- Roxio Toast 5.1.5以降（Mac用）
- PlexTools Professional （Premium2のみ）